# Aresa di Lucania
Àresa di Lucania (in greco antico: Ἀρέσας?, Arésas, in latino Arĕsa; fl. IV secolo a.C.) è stato un filosofo greco antico che secondo Giamblico, fu probabilmente a capo della scuola pitagorica per un breve periodo.
I testi neopitagorici gli attribuivano il frammento Sull'anima dell'uomo (in greco antico: περὶ φύσιος ἀνθρώπου?, Perí fýsios anthrópou) riportato da Stobeo; una successiva indagine lo assegna ora alla produzione filosofica della pitagorica Esara che si tramanda fosse figlia di Pitagora.